# Albert Bertelsen
Albert Bertelsen (Vejle, 17 de noviembre de 1921-10 de diciembre de 2019) fue un pintor e ilustrador autodidacta danés.

## Biografía
De niño Bertelsen solía sallir con papel y lápiz en los que practicó el dibujo y la caricatura, que le dieron acceso a trabajar como pintor artesano. Trabajó veinticinco años en la Skiltefabrik (fábrica de señales) de Vejle, sin dejar de dibujar en su tiempo libre. Tras una exposición en Copenhague en 1950 Bertelense empezó a estudiar arte por su cuenta y a practicar en busca de su propio estilo artístico. Expuso de nuevo en 1954 en Copenhague, hasta que en 1960 dio el paso definitivo como pintor profesional de la mano de su esposa Ruth.
Albert Bertelsen llegó con su familia a Vejle-borough de M'lholm en 1955 y allí residió hasta su fallecimiento, en ella dejaron su autógrafo amigos del artista como Einar Mar Gudmundson, el director de cine Nils Malmros o Johannes M'lle.
Sus pinturas se caracterizan por el empleo habitual de los matices verdes. Las naturalezas de las Islas Feroe y de Noruega fueron dos de sus motivos preferidos. Todas las personas que se ven en sus cuadros son personas de su propia niñez.[cita requerida]
Tras el fallecimiento de su esposa Ruth, en 1989, a consecuencia de un cáncer, Bertelsen tardaría un tiempo en volver a reencontrar el interés por la pintura.
Su arte está inspirado del artista danés del movimiento CoBrA, Henry Heerup. Ilustró muchos libros, por ejemplo los cuentos de Hans Christian Andersen.[cita requerida]
En 2017 a los noventa años Bertelsen continuaba en activo preparando cuadros que fueron expuestos en Herning en enero de 2018. Las obras siguiendo el estilo melancólico de Bertelsen que recrea las vivencias de su infancia de las que recuerda todos los detalles en cuanto paleta cromática, ropas, habitaciones y entorno como si no hubiesen pasado los años.
Albert Bertelsen fue uno de los pintores más antiguos de Dinamarca, su obra puede contemplarse por todo el país y en su ciudad natal. Poco amigo de las tecnologías como Internet o la telefonía móvil, prefería el mundo en el que vivió Andersen.